# 東松山市立北中学校
東松山ゅうがっこう）は、埼玉県東松山市にある公立中学校。

## 沿革
- 1983年4月 - 東松山市立松山中学校から分離して設立
- 1988年7月 - 南校舎完成
- 1992年3月 - 東校舎に4教室増築
- 2001年3月 - 校庭に照明設置
- 2005年8月 - 図書室にエアコン設置
- 2007年6月 - 全教室に扇風機設置
- 2011年3月 - 体育館改修
- 2015年3月 - 普通教室にエアコン設置
- 2016年8月 - 普通教室改修
- 2019年8月 - 特別教室にエアコン設置

## 施設設備
- 校舎
- 体育館
- プール
- 武道場
- 部室
- グラウンド
- テニスコート

## 部活動
運動部
- サッカー（男子）
- バスケットボール（男・女）
- バレーボール（女子）
- 剣道（男・女）
- 卓球（男子）
- 野球（男子）
- ソフトボール（女子）
- ソフトテニス（男・女）

文化部
- 吹奏楽
- 美術

## 特徴
- 東松山市の中学校では最も挨拶を推進している学校（生徒会・学級委員会によるあいさつ運動）である。
- 校歌が珍しく三部合唱（ソプラノ・アルト・男声）である。
- 学校の略称は「松北」「北中」など。

## 学区
- 東松山市立市の川小学校の学区の半分、東松山市立松山第二小学校・大岡小学校の全学区。

## アクセス
- 東松山駅東口から国際十王交通バス熊谷駅行き(KM11系統)に乗車し、東平バス停下車。東平バス停から徒歩約10分。

## 著名な出身者
- 渡邊凌磨（プロサッカー選手、浦和レッズ所属)
- 松本泰志（プロサッカー選手、浦和レッズ所属）
- 和田康士朗（プロ野球選手、千葉ロッテマリーンズ所属）
- 新井万央（柔道選手、2022年世界ジュニア78㎏超級優勝）